# سیریل اسلیتر
سیریل اسلیتر (انگلیسی: Cyril Slater; ۲۴ مارس ۱۸۹۶ – ۲۶ اکتبر ۱۹۶۹) بازیکن هاکی روی یخ اهل کانادا بود.